# Mart Britt
Martin Miller „Mart“ Britt (* 17. Mai 1900 in Meridian (Mississippi); † 26. September 1958 in Jackson (Mississippi)) war ein US-amerikanischer Jazz- und Unterhaltungsmusiker (Banjo, Kontrabass, Gesang) und Bandleader.

## Leben
Britt, der zunächst im Orchester von Tommy Christian wirkte, leitete ab Ende der 1920er-Jahre eine Territory Band, die im Raum Tennessee und Georgia aktiv war; in ihr spielten u. a. auch Musiker wie Tony Almerico, Sidney Arodin, Joe Bishop, Irwin Kunz, Slim Lamar, Sue Miller, Bill Robertson, Terry Shand und Blue Steele. Zwischen 1928 und 1932 nahm Britts Band in Memphis und Atlanta neun Titel für Victor Records auf, darunter „Goose Creek“, „How Low Can You Go“, „Mama Don’t Want No Peas and Rice“ und „Sadness Will Be Gladness“ sowie seine Eigenkomposition „Tell Me Sweet Rose“. Britt spielte auch in New York als Gitarrist in den Orchestern von Al Katz und Charlie Barnet.

## Diskographische Hinweise
- How Low Can You Go? Anthology of the String Bass (1925-1941) (ed. 2006)